# Leonoscia bicolorata
Leonoscia bicolorata là một loài chân đều trong họ Philosciidae. Loài này được Ferrara & Schmalfuss miêu tả khoa học năm 1985.